# Mamadou Sakho (1990)
Mamadou Sakho (* 13. února 1990 Paříž) je francouzský profesionální fotbalista senegalského původu, který hraje na pozici středního obránce za francouzský klub Montpellier HSC. Mezi lety 2010 a 2018 odehrál také 29 utkání v dresu francouzské reprezentace, ve kterých vstřelil 2 branky. Účastník Mistrovství světa 2014 v Brazílii.

## Klubová kariéra
V seniorském fotbale debutoval v dresu Paris Saint-Germain.
2. září 2013 podepsal kontrakt s anglickým Liverpool FC. V sezoně 2013/14 obsadil s týmem 2. místo v Premier League.

## Reprezentační kariéra
Hrál za mládežnické výběry Francie od kategorie U16.
Sakho debutoval v A-týmu Francie 17. listopadu 2010 v přípravném utkání proti reprezentaci Anglie (výhra 2:1), dostal se na hřiště ve druhém poločase.
Trenér Didier Deschamps jej vzal na Mistrovství světa 2014 v Brazílii. Francouzi vypadli na šampionátu ve čtvrtfinále s Německem po porážce 0:1.

## Úspěchy

### Individuální
- Tým roku Ligue 1 podle UNFP – 2010/11[6]